# Kranjskie schronisko na Ledinach
Kranjskie schronisko na Ledinach (słoweń. Kranjska koča na Ledinah) – schronisko turystyczne, które leży na płaskowyżu Ledine (Vodine) nad sklepieniem Ravenskiej Kočny, tuż pod resztkami dawnego lodowca pod Skutą. 
Płaskowyż ten jest otoczony przez północne zbocza Dolgiego Hrbetu, Štrucy i Skuty, północno-zachodnią ścianę Kranjskiej Rinki i Koroškiej Rinki (albo Križa), jak i południowym zboczem Ledinskiego vrhu. Z punktu widzenia turystyki górskiej, schronisko oferuje dostęp do Velikiej Baby, albo przez via ferratę, albo normalną drogą z Przełęczy Jezerskiej (Jezerske sedlo) w górę i na wschód od schroniska. Przełęcz Jezerska pozwala więc kontynuować trasę w stronę Przełęczy Savinjskiej (Savinjske sedlo) na wschód. Via ferrata prowadzi na Korošką Rinkę, a inne przejście tego samego typu pozwala na przejście z Kranjskiego schroniska w stronę Schroniska Czeskiego, usytuowanego na innym wysokim płaskowyżu na końcu doliny Ravenskiej Kočny. Spośród dostępnych północnych ścian, Dolgi hrbet jest tą, która posiada najwięcej dróg wspinaczkowych, szczególnie cenione są wejścia zimowe. Narciarstwo letnie było możliwe na lodowcu pod Skutą, obecnie zanikającym. Schronisko zostało wybudowane 31 lipca 1977 na miejscu dawnej owczarskiej koliby, wyremontowane w 1992. Zarządza nim PD (Towarzystwo Górskie) Kranj. Jego płaski dach umożliwia lądowanie śmigłowców.

## Dostęp
Schronisko jest dostępne dwoma szlakami pieszymi, a kilka przejść jest chronionych linami. Dwie drogi dojścia startują z dolnej stacji towarowej kolejki linowej, znajdującej się na końcu doliny Ravenskiej Kočny, ta zaś jest dostępna drogą szutrową z Jezerska (szlak 210).
- 2,30 h: ze Zgornjego Jezerska (Zgornji kraj), szlakiem myśliwskim
- 2,30 h: z Zgornjego Jezerska (Zgornji kraj), Słoweńskim Szlakiem Górskim
- 2,30 h: z Zgornjego Jezerska (Zgornji kraj), przez Žrelo

## Sąsiednie obiekty turystyczne
- 1 h: do Czeskiego schroniska na Spodnjich Ravnich (1542 m)
- 4 h: do Frischaufovego domu na Okrešlju (1396 m), przez Przełęcz Jezerską i Savinjską (Jezersko i Savinjsko sedlo)
- 3,30 h: Kranjska Rinka (2453 m)
- 3 h: Križ (2433 m)
- 1 h: Ledinski vrh (2108 m)
- 3,30 h: Mrzla Gora (2203 m)
- 2,30 h: Velika Koroška Baba (2127 m), przez Przełęcz Jezerską
- 2 h: Velika Koroška Baba (2127 m), szlakiem wspinaczkowym